# Gentianella germanica
Gentianella germanica (тирличник германський) — вид квіткових рослин з родини тирличевих (Gentianaceae).

## Біоморфологічна характеристика

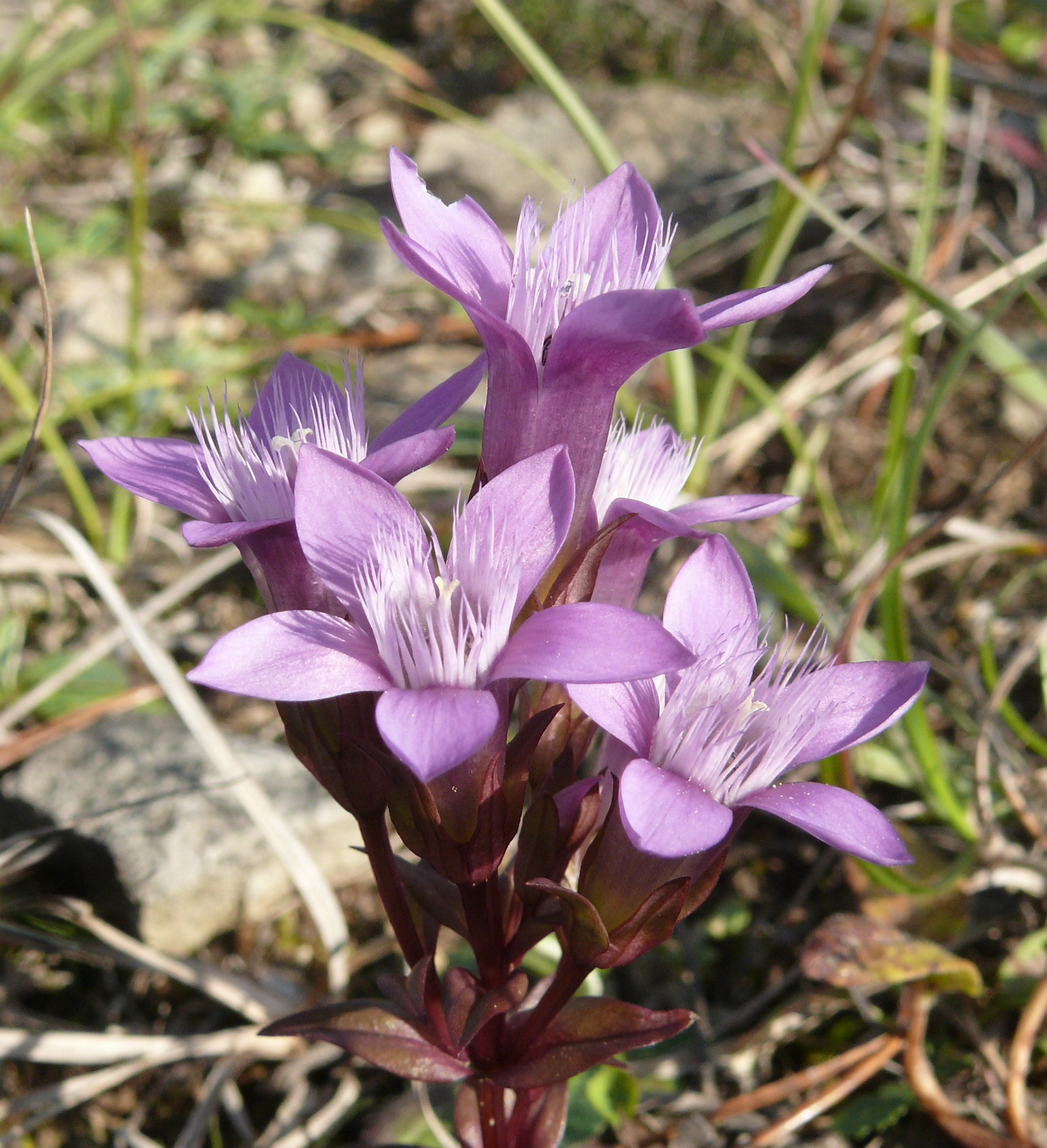

Однорічна рослина 5–35 см, темно-зелена, з тонким коренем. Стебло прямовисне, жорстке, кутасте, просте чи розгалужене, добре залистене. Листки дуже розлогі, прикореневі обернено-яйцеподібні, інші яйцювато-ланцетні, з 3–5 жилками. Квітки фіолетово-блакитні, великі, 25–35 мм завдовжки, пазушні і кінцеві, досить численні і щільні. Чашечка дзвоникова, розділена до середини на 5 рівних ланцетних часток, що сягають половини трубки віночка. Віночок дзвониковий, з 5 ланцетно-гострими часточками. Плід — коробочка. 2n=36.

## Середовище проживання
Вид зростає у Європі від Великої Британії та Франції до Румунії й Чехії.